# 李万教
李 万教（Lee Man Kyo、イ・マンギョ、1967年 - ）は、韓国の小説家。忠清北道忠州市出身。

## 略歴
1967年、忠清北道忠州市に生まれる。李の小説は都市で生きていく様々な人々の姿を事実的かつ愉快に描いている。映画化された代表作である『결혼은 미친 짓이다(結婚は狂ったことだ)』は、男女間の率直な対話を通じて現代社会の愛や性、結婚の偽善的な姿を露にしている。また、長編小説『머꼬네 집에 놀러 올래?(モコの家に遊びに来る？)』は、バブルがはじけた後の韓国社会の一面を子供の視線で鋭く描いている。

## 年譜
- 1967年、忠清北道忠州市に生まれる[1]。
- 1992年、文芸中央新人文学賞詩部門。
- 1998年、文学トンネ小説部門。
- 2000年、第24回今日の作家賞。
- 2008年～、韓瑞大学校文芸創作学科助教授。

## 代表作品
- 2000年、결혼은 미친 짓이다(結婚は狂ったことだ)
- 2001年、머꼬네 집에 놀러 올래?(モコの家に遊びに来る？)
- 2003年、아이들은 웃음을 참지 못한다(子供たちは笑いを我慢できない)
- 2003年、나쁜 남자, 착한 남자(悪い男、いい男)